# Bruinvlekmiervogel
De bruinvlekmiervogel (Hylophylax naevius) is een zangvogel uit de familie Thamnophilidae (miervogels).

## Verspreiding en leefgebied
Deze soort komt voor in het Amazonegebied en telt vijf ondersoorten:
- H. n. theresae: zuidelijk Ecuador, noordoostelijk Peru en westelijk amazonisch Brazilië.
- H. n. peruvianus: noordelijk-centraal Peru.
- H. n. inexpectatus: zuidoostelijk Peru, zuidwestelijk Brazilië (Acre) en noordwestelijk Bolivia.
- H. n. naevius: van zuidoostelijk Colombia tot de Guyana's, noordelijk Peru en noordelijk Brazilië.
- H. n. ochraceus: zuidelijk-centraal en zuidoostelijk amazonisch Brazilië.

## Status
De grootte van de populatie is niet gekwantificeerd maar de soort wordt omschreven als vrij algemeen. Op de Rode lijst van de IUCN heeft deze soort de status niet bedreigd.